# Arrancudiaga
Arrancudiaga (oficialmente en euskera: Arrankudiaga-Zollo) es un municipio de la provincia de Vizcaya, País Vasco (España). Cuenta con una extensión de 23,01 km² y una población de 1007 habitantes (INE 2024).

## Historia
Hacia mediados del siglo XIX, el lugar, referido por entonces como una anteiglesia ya con ayuntamiento propio, tenía contabilizada una población de 338 habitantes. Aparece descrito en el tercer volumen del Diccionario geográfico-estadístico-histórico de España y sus posesiones de Ultramar de Pascual Madoz con las siguientes palabras:

ARRANCUDIAGA: anteig. en la prov. de Vizcaya (2 1/2 leg. á Bilbao), dióc. de Calahorra (28), aud. terr. de Búrgos (22), c. g. de las Provincias Vascongadas (en Vitoria 9), y part. jud. de Valmaseda (6): sit. á la orilla izq. del r. Nervion: su clima sano: tiene ayunt. y bajo el sistema foral un fiel regidor con asiento y voto 40.º en las juntas de Guernica. Esparramada la pobl. forma no obstante una especie de calle sobre el camino de Orduña á Bilbao, y en ella está la casa consistorial, en cuya fachada se ve 1 escudo de armas con 8 aspas por orla, banda verde en campo de oro, y unos versos en que se indica el ardid y fortaleza que demostraron sus vec. en 1227, el dia de San Andres, en la conquista del Alcázar de Baeza y en la famosa batalla de Salado. Hay cárcel, matadero y carniceria, y 1 escuela á la que concurren 24 niños y 6 niñas. La igl. parr. (Sta. Maria) edificada de nueva planta en los años desde 1740 al 81, es de 1 nave de 92 pies de long. y 33 de lat.; está servida por 2 beneficiados que presenta el marqués de Valdecarzana, y es matriz de la de Aracaldo y Zollo, comprendidas en su térm.: este confina al N. con Arrigorriaga, por E. con Ceverio y Miravalles, al S. con Orozco, y por O. con Llodio y Oquendo; le baña el mencionado Nervion, vulgo Ibaizabal, al cual se unen los arroyos que bajan de los montes de Belante, Zollo y Unzueta; hay fuentes de abundante y escelente agua, entre ellas se encuentran algunas minerales, con especialidad la de Salud. El terreno participa de monte y llano de mediana calidad: los caminos están bien cuidados, y la correspondencia la recibe de Bilbao: prod. trigo, maiz, nabos, patatas, algunas legumbres, frutas y hortalizas; tiene arbolado de manzanos y castaños, y algun viñedo; cria ganado vacuno, y disfruta de rica y abundante pesca: 2 ferr. y martinete, y 4 molinos harineros, constituyen con la agricultura la ind. de estos hab. pobl. 66 vec., 338 alm. contr. (V. Vizcaya intendencia).
(Madoz, 1846, p. 9)

## Demografía
Arrancudiaga cuenta con una población de 1007 habitantes (INE 2024).
| Gráfica de evolución demográfica de Arrancudiaga entre 1842 y 2021 |
| |
| Población de derecho según los censos de población del INE Población de hecho según los censos de población del INEEn estos censos se denominaba Arrancudiaga: 1842, 1857, 1860, 1877, 1887, 1897, 1900, 1910, 1920, 1930, 1940, 1950, 1960, 1970, 1981 y 1991 Entre el censo de 1970 y el anterior, crece el término del municipio porque incorpora a 48536 (Zollo) |

## Administración y política

### Organización territorial
Se compone de los núcleos o barrios siguientes:
- Arbide
- Arene (capital del municipio)
- Aspiunza
- Achandiaga
- Beaskoetxea
- Gastaca
- Goisaga
- Carboneras
- Labeco
- Ozaunzar
- Uribarri
- Zollo
- Zuloaga

### Gobierno municipal
| Partido político                                              | 2015  | 2015       | 2011  | 2011       | 2007  | 2007       | 2003        | 2003        | 1999  | 1999       | 1995  | 1995       | 1991  | 1991       |
| Partido político                                              | %     | Concejales | %     | Concejales | %     | Concejales | %           | Concejales  | %     | Concejales | %     | Concejales | %     | Concejales |
| Euskal Herria Bildu (EH Bildu)-Bildu                          | 53,77 | 4          | 50,96 | 4          | —     | —          | —           | —           | —     | —          | —     | —          | —     | —          |
| Euzko Alderdi Jeltzalea-Partido Nacionalista Vasco (EAJ-PNV)  | 41,98 | 3          | 45,02 | 3          | 91,07 | 7          | 93,89       | 7           | 58,46 | 4          | 66,06 | 5          | 57,69 | 4          |
| Partido Socialista de Euskadi-Euskadiko Ezkerra (PSE-EE PSOE) | 0,94  | 0          | 1,13  | 0          | 2,68  | 0          | 1,02        | 0           | —     | —          | —     | —          | 0,00  | 0          |
| Partido Popular del País Vasco (PP)                           | 0,94  | 0          | 0,96  | 0          | 2,08  | 0          | 2,29        | 0           | 0,34  | 0          | —     | —          | —     | —          |
| Euskal Herritarrok (EH)-Herri Batasuna (HB)                   | —     | —          | —     | —          | —     | —          | Ilegalizado | Ilegalizado | 40,34 | 3          | 31,19 | 2          | 37,76 | 3          |
| Eusko Alkartasuna (EA)                                        | —     | —          | —     | —          | —     | —          | —           | —           | —     | —          | —     | —          | 4,02  | 0          |